# Colette Leblanc
Colette Leblanc (Montegnée, 7 marzo 1966) è un'ex cestista belga.

## Carriera
Con il Belgio ha disputato i Campionati europei del 1985.